# Parafia Matki Bożej Częstochowskiej w Dzianiszu
Parafia MB Częstochowskiej w Dzianiszu – parafia rzymskokatolicka w Dzianiszu, należąca do dekanatu Czarny Dunajec archidiecezji krakowskiej.
Drewniany kościół Matki Bożej Częstochowskiej w Dzianiszu powstał w latach 1932–1937. Został zaprojektowany przez architekta Bohdana Tretera i zakopiańskiego inżyniera Stefana Meyera. 
Od 2023 roku funkcję administratora parafii pełni ks. kan. Zbigniew Zięba.